# Inhumans vs. X-Men
Нелюди против Людей Икс (англ. Inhumans vs. X-Men) — серия состояла из семи выпусков, начиная с выпуска пролога № 0 в ноябре 2016 года, до официального начала в декабре 2016 года и заканчивая мартом 2017 года. Серия был написан Чарльзом Соулом и Джеффом Лемиром с иллюстрациями от Лейнила Фрэнсиса Ю, Кеннета Рокафорта и Хави Гаррон. В сериале рассказывается о битве за биологическое вещество под названием Туманы Терригена, которое необходимо нелюдям для обретения сверхспособностей, но смертельно опасно для Людей Икс и других мутантов.